# U 533
U 533 war ein deutsches U-Boot vom Typ IX C/40 der Kriegsmarine, welches im Zweiten Weltkrieg eingesetzt wurde.

## Geschichte

### Bau und Indienststellung
U 533 wurde am 17. Februar 1942 bei der Deutschen Werft in Hamburg auf Kiel gelegt. Es lief am 11. September 1942 vom Stapel und wurde am 25. November 1942 in Dienst gestellt. Einziger Kommandant war Kapitänleutnant Helmut Hennig.
Das Boot gehörte bis zum 30. April 1943 als Ausbildungsboote zur 4. U-Flottille, einer in Kiel stationierten Ausbildungsflottille. Ab dem 1. Mai 1943 war U 533 als Frontboot der 10. U-Flottille in Lorient unterstellt. Als Bootswappen führte U 533 das Wappen seiner Patenstadt Waidhofen an der Ybbs am Turm.

### Einsätze
U 533 unternahm zwei Feindfahrten, auf denen keinerlei Schiffe versenkt oder beschädigt wurden. Die erste Fahrt begann am 15. April 1943 in Kiel und endete am 24. Mai 1943 in Lorient.
Am 5. Juli 1943 lief U 533 zu seiner zweiten Fahrt aus. Es sollte als Teil der Monsun-Gruppe im Indischen Ozean operieren und dann den Stützpunkt Penang anlaufen. Es hatte eine Besatzung von 53 Männern an Bord.

### Untergang
Das Boot wurde am 16. Oktober 1943, auf der Position 25° 28′ N, 56° 50′ O, von einem Blenheim Bomber der Royal Air Force überrascht und angegriffen. U 533 versuchte noch wegzutauchen, wurde aber so schwer getroffen, dass es nicht zu halten war. Der I. WO und der Matrosengefreite Günther Schmidt, die sich zu diesem Zeitpunkt im Turm befanden, konnten noch durch das Turmluk aussteigen. Sie trieben ohne Tauchretter an die Oberfläche, was nur der Gefreite überlebte. Günter Schmitt schwamm zur Küste, wurde dort von arabischen Fischern gefangen genommen, dann britischen Soldaten übergeben und kam in Kriegsgefangenschaft.
Das Wrack liegt im Golf von Oman, 25 Seemeilen (ca. 40 Kilometer) vom Emirat Fudschaira und dessen Küstenstadt Chaur Fakkan entfernt, in 108 Metern Tiefe und wurde 2009 von einer Tauchgruppe unter Leitung von William Leeman identifiziert.